# Lipariscus nanus
Lipariscus nanus és una espècie de peix pertanyent a la família dels lipàrids i l'única del gènere Lipariscus.

## Descripció
- El mascle fa 6,3 cm de llargària màxima i la femella 7,1.
- Nombre de vèrtebres: 60-61.
- Aleta caudal estreta.[3][4][5]

## Hàbitat
És un peix marí i bentopelàgic que viu entre 0-910 m de fondària.

## Distribució geogràfica
Es troba al Pacífic nord: el Japó, el Canadà i els Estats Units (incloent-hi Alaska).

## Observacions
És inofensiu per als humans.